# Paroeme orientalis
Paroeme orientalis är en skalbaggsart som beskrevs av Stefan von Breuning 1962. Paroeme orientalis ingår i släktet Paroeme och familjen långhorningar.
Artens utbredningsområde är:
- Kenya.
- Moçambique.

Inga underarter finns listade i Catalogue of Life.